# Episodi di Squadra Speciale Cobra 11 - Sezione 2 (prima stagione)
La prima stagione della serie televisiva Squadra Speciale Cobra 11 - Sezione 2, composta da 5 episodi, è stata trasmessa sul canale tedesco RTL, dal 17 aprile al 22 maggio 2003.
In Italia la stagione è stata trasmessa su Rai 2, dal 29 luglio al 12 agosto 2005.
| nº | Titolo originale              | Titolo italiano     | Prima TV Germania | Prima TV Italia |
| -- | ----------------------------- | ------------------- | ----------------- | --------------- |
| 1  | Countdown auf der Todesbrücke | Il gatto e il topo  | 17 aprile 2003    | 29 luglio 2005  |
| 2  | Der Augenzeuge                | Un conto in sospeso | 24 aprile 2003    | 5 agosto 2005   |
| 3  | Verschwunden                  | Il testimone        | 8 maggio 2003     | 5 agosto 2005   |
| 4  | Tödliche Träume               | Sogni mortali       | 15 maggio 2003    | 12 agosto 2005  |
| 5  | Strafversetzt                 | L'eroe              | 22 maggio 2003    | 12 agosto 2005  |

## Il gatto e il topo
- Titolo originale: Countdown auf der Todesbrücke
- Diretto da: Michael Kreindl
- Scritto da: Dieter Tarnowski

### Trama
Tom e Semir rimangono gravemente feriti in un'esplosione: al loro posto arrivano Susanne Von Landitz e Frank Traber. Un bandito, Walter Ludowski, vuole fare saltare in aria un ponte e toccherà a Susanne e Frank fermarlo.
- Altri interpreti: Heinrich Schmieder (Walter Ludowski), Dirk Martens (Kalle Ludowski), Jule Gartzke (Elke Ludowski), Jessica Richter (Stefanie Ludowski)

## Un conto in sospeso
- Titolo originale: Der Augenzeuge
- Diretto da: Michael Kreindl
- Scritto da: Jörg Schnitger, Sven Ulrich

### Trama
Un bambino, Jonas, e lo zio, fuggono, rincorsi da due malviventi, questi uccidono lo zio mentre il ragazzo scappa. Frank e Susanne indagano...
- Altri interpreti: Tobias Unkauf (Jonas Klein), Bernd Tauber (Otto Sattler), Maximilian Krückl (Harry Beil), Gerald Fiedler (Ronny Ottenburg)

## Il testimone
- Titolo originale: Verschwunden
- Diretto da: Michael Kreindl
- Scritto da: Horst Wieschen, Andreas Sölken

### Trama
Volker Stein, un modesto impiegato di banca e la sua ragazza, Tanja, aspettano un bambino e vogliono sposarsi, ma la ragazza viene rapita.
- Altri interpreti: Oliver Böttchen (Volker Klein), Katja Woywood (Tanja Hoffmann), Ralf Richter (Rodde Rodinsky), Werner Dähn (scagnozzo di Rodinsky)

## Sogni mortali
- Titolo originale: Tödliche Träume
- Diretto da: Sigi Rothemund
- Scritto da: Ralf Ruland

### Trama
Frank e Susanne hanno a che fare con due giovani che commettono rapine. La ragazza è figlia di un ricco uomo d'affari. Durante una rapina però, avviene un omicidio e il ragazzo rimane ferito. Subito i sospetti cadono sulla ragazza, che però si ritiene innocente. Frank e Susanne controllano gli studi medici della zona, ma durante l'operazione Susanne viene rapita. Dopo un'indagine, Frank scopre che in realtà dietro tutto c'è proprio il ragazzo, che viene ucciso dall'intervento delle teste di cuoio.
- Altri interpreti: Alma Leiberg (Betty), Matthias Schloo (Jo)

## L'eroe
- Titolo originale: Strafversetzt
- Diretto da: Sigi Rothemund
- Scritto da: Ingo Regenbogen,  Horst Wieschen

### Trama
Durante il trasferimento del criminale Manfred Kosinski, questo riesce a scappare. Frank e Susanne vengono spediti dalla Engelhardt a sorvegliare la fidanzata di Kosinski. Alla fine, dopo un'indagine nella quale Susanne è molto gelosa di Frank, riescono ad arrestare Kosinski e la donna, anch'essa implicata.
- Altri interpreti: Sven Martinek (Manfred Kosinski), Berivan Kaya (Rosanna Lunau), Jochen Kolenda (Rainer Berger)